# 驗光師
驗光師是指檢查眼睛以及眼科檢查的醫療專業人員。

## 視光簡介
視光是醫療行業，又稱眼視光醫學或眼科視光學，涉及初步檢查眼睛和視覺系統的缺陷或異常以及眼科疾病的篩檢與治療。傳統視光學領域是始於用眼鏡來矯正屈光不正。現代視光學隨時間的演變，教育課程還包括在建立專業和在法規允許下進行眼科診斷和個案管理的醫學培訓。驗光師或眼視光醫師或眼科視光師（也稱美國和加拿大的視光學醫生為持有OD 的人士, Doctor of Optometry ）或眼科醫師同樣都是通過綜合眼科檢查和治療各種視覺異常和眼病的醫療專業人員。
作為受國家衛生部門部監管的醫療行業，視光師的執業範圍可能因在不同國家而有不同規定。因此，在驗光治療範圍之外，視光師會將檢測到的眼科疾病轉診給相關的醫療專業人員。
術語“optometry”來自希臘語ὄψις（opsis ;“view”）和μέτρον（metron ;“用於測量的東西”，“測量”，“規則”）。當用於測量視力的儀器被稱為驗光儀時，（使用術語“ 掃管儀”或“折射儀” 之前），該詞輸入該語言。根字光電是來自希臘字導出的縮短形式ophthalmos含義，“眼”。像大多數醫療保健行業一樣，大多數國家的視光師教育和認證都受到監管。

## 教育與訓練
世界各地的視光學教育訓練與執業途徑都不同。
按照世界各國不同的地區和大學，入門的視光學教育只在該國高等教育進行。
副學士視光學位一般上需費時五年(國中後)或二年(高中後)來完成。學士視光學位需費時四年(高中後)或二年(專科後)來完成。
因此，獲得一個基礎的視光學位可能需花二、四至五年的時間，按照不同的地區和學制而定。
在入門訓練完成之後，剛畢業的視光師在被賦予完全的註冊以前經常需要經過一至兩年的時間在被監視下實行視光業務。這可能被稱為實習或者有條件的註冊。
視光師持有在他畢業的專科或大學賦予的視光學位。這個學位使視光師在特定的國家有資格被授權或註冊，可能無需要特定的實習期。

### 中華民國的視光醫學教育
中華民國的視光師培育過程如下：
1. 有意從事視光工作者需通過大學入學考試或甄試以進入視光學系；或通過優先免試入學或聯合免試入學以進入視光學科；入學後身分即成為視光科系學生，直到畢業。完成視光醫學的大學教育通常需二年(專科後)或四年(高中後)；招收國中畢業生的五年制專科教育通常需五年，招收高中畢業生的二年制專科學校則需二年。
2. 畢業前一年通常需要接受臨床實習，實習時可以參與視光相關醫務，但無權獨立負責，亦即需要更高階的視光師來監督與指導。此時身分為實習視光學生。
3. 完成包含實習的視光醫學教育並畢業後，方可參加驗光師國家專技高等考試；通過後，即可取得衛生福利部認證的驗光師證書；此認證表示該驗光師已成為一位正式的驗光師，即合法得以獨立在醫療院所中或驗光所內行使大部分的驗光業務並須負法律責任，並得選擇各專科視光驗光學會所認可的教學醫院或驗光所來學習特定的專科，比如屈光不正科、低視力科、隱形眼鏡科等；惟選擇的過程需應徵該教學醫院，經錄用後，該驗光師的身分為該專科的準專科驗光師，與同科的主治驗光師一起照顧該科的病患，並從中訓練與學習。
4. 不同專科依照其醫學會的規定，有不同的訓練年限。訓練期滿，即得以參加該專科驗光師考試，通過後則醫學會會給予該專科的專科驗光師證書，身份進階為該專科的專科驗光師，並得以合法執行該專科的所有驗光視光業務。例如：欲成為低視力驗光師者，必先取得驗光師身分，再應徵之。
5. 並非所有專科都有得到衛生福利部的認證。
6. 專科驗光師可以應徵各級醫療院所或自行成立驗光所以執行驗光醫療業務，若獲錄取或得成立時，則可同時被稱為該專科的首席驗光師。

規範

在大部分國家，視光師都要有國家許可才能執業；而在某些國家，視光師是由國家支持的視光師公會自行管理，像英國就是如此。
職業節日

「國際驗光日(World Optometry Day)」是個為了「改善世界各國的眼睛照護品質」與「喚起人們認知驗光師在視力保健所扮演的角色」而訂定的節日[2]，「國際驗光日 World Optometry Day」為每年3月23日，此節日可追溯至1986年，當時美國驗光協會前主席G. Burt Holmes博士提議訂定國際驗光日，希冀透過慶祝節日，以提高全球驗光教育的水準，並藉以呼籲民眾注重眼睛的健康。
於2022年由「中華民國驗光師公會全國聯合會」理事長黃群宸，呈報主管機關，積極爭取核定「驗光師節」，更為求與「國際驗光日」接軌，終訂3月23日國際驗光日為中華民國的「驗光師節」。

#### 輔具評估人員爭議
目前衛生福利部社會及家庭署有條件的允許戊類輔具評估人員從事低視力評估工作
但綜觀「身心障礙者服務人員資格訓練及管理辦法修正條文」輔具評估人員應領有輔具評估人員訓練結業證明書，並具下列各類輔具評估人員資格之一：
一、甲類輔具評估人員：領有物理治療師或職能治療師考試及格證書。 
二、乙類輔具評估人員：領有語言治療師考試及格證書。 
三、丙類輔具評估人員：領有聽力師考試及格證書。 
四、丁類輔具評估人員：大專校院以上醫學、護理、復健諮商、物理治療、職能治療、特殊教育、聽語、醫工、輔助科技等相關系、所、學位學程畢業並從事輔助科技相關服務滿二年。 
五、戊類輔具評估人員：從事視覺功能障礙輔具評估工作三年以上且至少完成二十名視覺功能障礙者輔具評估服務，並具下列資格之一： 
（一）國內外大專校院視光學系畢業。 
（二）曾任職於視覺功能障礙服務提供單位，實際從事定向行動訓練、視覺功能障礙生活技能訓練或視覺功能障礙輔具訓練等服務。 
（三）曾任職於政府主辦、委託或補助辦理之特殊教育或職業重建之服務單位，實際從事視覺功能障礙輔具相關評估、適配等服務。 
本辦法中華民國一百零一年七月十一日修正施行前，實際從事輔具評估工作者，得繼續從事輔具評估工作三年；期滿前，應具前項資格，始得繼續提供服務。 
由上述法令可得知，甲乙丙丁類輔具評估人員只需要具備該領域專技高考證書及可具備輔具評估人員資格．同理，已經取得驗光師考試及格證書，應比照其他四類人員，應自然具備戊類輔具評估人員資格，目前提供評估服務的戊類輔具評估人員，還有許多是在中華民國一百零一年七月十一日修正施行前就取得戊類輔具評估人員資格，這些人既無視光教育背景，亦無驗光師考試及格證書，依法自始就不應該具備戊類輔具評估人員資格，衛生福利部應當立即修正身心障礙者服務人員資格訓練及管理辦法，讓輔具評估人員回到正軌．
身心障礙者服務人員資格訓練及管理辦法第十四條第一項第五款之「戊類輔具評估人員應具資格」，於2022年由「中華民國驗光師公會全國聯合會」理事長黃群宸，呈報主管機關，將第一項第五款第二目規定，自中華民國一百十一年一月一日起停止適用；停止適用前已取得戊類輔具評估人員訓練結業證明書者，得繼續從事輔具評估工作，而過去持大專校院是光學系畢業修改為「領有驗光師考試及格證書。」

#### 中華民國驗光師英譯錯誤爭議
中華民國驗光師的正式英譯名稱長期以來存有爭議。根據《醫療法》，驗光師（Optometrist）為醫事人員之一，其專業範疇涵蓋視力檢查、屈光矯正與視光學相關服務。然而，在政府官方文件中，驗光師英文版之證書以「Optician」稱呼驗光師，引發中華民國驗光師公會全國聯合會與視光領域的不滿。
爭議背景
驗光師的職責與國際上多數國家認定的「Optometrist」一致，然而，中華民國政府對於驗光師的英譯未採用國際標準名稱，導致台灣驗光師在國際間的專業地位受到影響，並影響其與國際驗光組織的接軌。自2019年起，中華民國驗光師公會全國聯合會便持續向主管機關——衛生福利部醫事司提出更正建議，希望統一使用「Optometrist」作為驗光師的官方英譯，但歷經多年協商，政府仍未作出明確調整。
2025年大規模抗議行動
由於多次溝通未果，中華民國驗光師公會全國聯合會理事長黃群宸於2024年號召全台千名驗光師上街抗議，於1月6日齊聚立法院群賢樓前，要求政府正視驗光師英譯問題，並修正相關法令以符合國際標準。此次抗議行動獲得廣泛關注，包括物理治療師、職能治療師、諮商心理師、臨床心理師、聽力師、語言治療師、助產師助產士、醫事檢驗師、牙體技術師等多個醫事專業領域的代表登台聲援，強調專業名稱應獲得應有的尊重，並應符合國際標準，以保障醫事人員的專業權益。
此次行動在社會上引發廣泛討論，並促使立法機關與相關部門重新檢視驗光師英譯問題。然而，官方截至目前尚未對此做出正式回應，後續發展仍待觀察。

### 香港的視光醫學教育
香港理工大學是目前唯一一所提供視光醫學教育的院校，提供五年全日制的眼科視光學課程，內容包括基礎醫學知識、視覺科學、配鏡學、眼病理學與藥理學、臨床實習等。持有眼科視光學（榮譽）理學士（前稱視光學專業文憑）的畢業生可註冊成為第I部分的驗光師，並獲准在診斷過程中開具經委員會核准的藥物，即鹽酸丙美卡因、丁卡因、托吡卡胺、去氧腎上腺素、鹽酸環噴托酯及硫酸阿托品。

## 中華民國各大專院校視光學系及開始招生年份

### 學士班
- 中山醫學大學視光學系

（页面存档备份，存于）（1999年招生）
- 中華醫事科技大學視光系(所)(科) （页面存档备份，存于）（2008年招生）
- 中臺科技大學視光學系 （页面存档备份，存于）（2008年招生）
- 大葉大學視光學系(所) （页面存档备份，存于）（2015年招生）
- 元培醫事科技大學視光系 （页面存档备份，存于）（2008年招生）
- 亞洲大學視光學系 （页面存档备份，存于）（2015年招生）
- 馬偕醫學院視光學系 （页面存档备份，存于）（2023年招生）

### 專科
- 樹人醫護管理專科學校視光學科（1982招生）
- 仁德醫護管理專科學校視光學科（1981年招生）
- 馬偕醫護管理專科學校視光學科 （页面存档备份，存于）（2013年招生）
- 新生醫護管理專科學校視光科（2013年招生）
- 康寧大學視光科 （页面存档备份，存于）（2013年招生）

## 香港視光學科系
- 香港理工大學（舊稱香港理工學院）：眼科視光學院 （页面存档备份，存于）

## 新加坡視光學課程
- 新加坡理工學院：視光學文憑 （页面存档备份，存于）
- 義安理工學院：視光學文憑 （页面存档备份，存于）